# Márcio Borges
Márcio Hilton Fragoso Borges (Belo Horizonte, 31 de janeiro de 1946) é um letrista brasileiro, integrante do coletivo de artistas conhecido como Clube da Esquina. É co-autor de várias composições célebres em parceria com Milton Nascimento e com seu irmão Lô Borges.
Nascido em uma família bastante musical – o pai tocava um pouco de violão e a mãe cantava em corais e tocava piano. É o segundo de uma turma de 11 filhos, muitos deles também envolvidos com a música, e considera seu irmão mais velho, Marilton Borges, a grande influência de sua vida.
Na adolescência mudou-se para o Edifício Levy, no centro de Belo Horizonte, onde conheceu os vizinhos Wagner Tiso e Milton Nascimento, que se tornou seu grande amigo e parceiro musical.
Márcio é autor da letra de Clube da Esquina, sua primeira parceria com o irmão Lô Borges. Posteriormente, essa canção daria nome aos dois discos e ao movimento Clube da Esquina, de cujo núcleo formador Márcio é um dos pilares e principais letristas. 
Em 1996 escreveu o livro Os sonhos não envelhecem – Histórias do Clube da Esquina. Em 2001 escreveu um livro infanto-juvenil chamado Os 7 falcões.
Atualmente reside na cidade de Belo Horizonte e dedica-se à direção do Museu Clube da Esquina, do qual é idealizador.